# Dialektická logika
Dialektická logika je gnoseologická teorie o vyplývání a usuzování založeném na koncepcích vycházející z Hegelova pojetí dialektiky.

## Vývoj teorie

### Předpoklady vzniku
Klasická Aristotelova logika se zabývá pouze vztahem náležení do kategorií chápaných podle Platona; velmi hrubou formalizací trivializuje vlastní strukturu ideje kategorie a i vlastnosti jednotlivých kategorií. Počátkem novověku vznikla společenská poptávka po neteologické teorii a metodě poznávání, která by byla schopna pojmout jevy v jejich přeměně v dějinách, intencionální a deontické otázky a filosoficky zdůvodnit vědeckou metodologii. Na tuto potřebu mimo jiné reagoval Kant vytvořením své transcendentální logiky.

### Vznik teorie
V devatenáctém století nabyla značného významu Hegelova dialektika, která vysvětlovala svět v jeho vývoji a dějinách. Dialektická logika byla rozvíjena především levicovými intelektuály, kteří přebrali od Hegela představy:
- negace určitého jevu jako konkrétně pozitivně existující skutečnosti (nikoli jako pouhou nepřítomnost negovaného jevu),
- pokroku od teze, přes antitezi k syntéze.

Zjednodušeně řečeno: V rámci dialektické logiky chápali teleologický nexus (odstraňování rozporů) jako kauzální princip.

### Metoda usuzování v dialektické logice
Metoda usuzování je založena na rozboru zkoumaného jevu pomocí pojmů dialektiky (teze, antiteze, rozpor atd.). V případě interpretace historických jevů je dále ukazováno naplňování zákonů dialektiky a v případě prognózy je zkonstruována třída možných světů a vybrán jako předpověď ten, který nejvíce splňuje zákony dialektiky.

### Další vývoj
Rozvoj dialektiky kopíroval i rozvoj dialektické logiky, která se stala "oficiální" teorií komunistických států. Badatelé v těchto státech se pomocí dialektické logiky pokoušeli dodat své ideologii vztah k ideji dobra a celkově kladný hodnotový náboj. Toto úsilí však bylo neúspěšné, protože hodnotově neutrální dialektická logika umožňuje historické předpovědi (například pád kapitalismu), ale již neumožňuje hodnotit tento proces ve vztahu k mětí. Ostatně i mnozí pravicoví intelektuálové (například Schumpeter) předpovídali pád kapitalismu, ale vnímali jej jako krajně nežádoucí.
Zkostnatělé komunistické systémy nebyly schopny plodně využít nové koncepce (například pojetí Althussera) a spolu s oficiální ideologií výrazně upadla i kvalita dialektické logiky. V dnešní době dialektická logika jako významná teorie neexistuje.

## Názory na dialektickou logiku
Názory na dialektickou logiku, její postavení v dějinách a použití jsou velmi rozporuplné. Například komunistická tradice uváděla dialektickou logiku jako svou nepostradatelnou prominentní teorii. Naproti tomu například Józef Maria Bocheński ve Slovníku filosofických pověr dialektickou logiku označuje za pověru a tvrdil, že ji Karel Marx ve své badatelské práci nikdy nijak nepoužil a pouze prý věřil, že jeho závěry budou nakonec v souladu s dialektickou logikou.